# BetBoom Team
BetBoom Team — российская киберспортивная организация, основанная в 2022 году. В настоящее время имеет подразделения по Dota 2, Counter-Strike 2, Mobile Legends: Bang Bang и PUBG.

## Dota 2
В марте 2022 года киберспортивная организация Winstrike Team объявила о заморозке состава по Dota 2. Все игроки команды перешли в статус свободных агентов. В это же время капитан состава Акбар «SoNNeikO» Бутаев сообщил, что российский коллектив ищет новую организацию в Европе или СНГ.
18 апреля 2022 года букмекерская компания BetBoom сообщила о подписании команды по Dota 2. В состав BetBoom Team вошли бывшие игроки Winstrike Team: Никита «Daxak» Кузьмин, Денис «Larl» Сигитов, Евгений «Noticed» Игнатенко, Максим «Forcemajor» Мерецкий, Акбар «SoNNeikO» Бутаев, а также тренер коллектива Андрей «Mag» Чипенко. Менеджером новой команды стал Лука «Lukawa» Насуашвили.
Коллектив дебютировал на девятом сезоне онлайн-лиги по Dota 2 для команд из Восточной и Западной Европы — Dota 2 Champions League Season 9, где стал чемпионом. В финале верхней сетки плей-офф на Dota Pro Circuit 2021/2022: Season 2 для Восточной Европы BetBoom Team победила команду Mind Games, обеспечив себе прохождение на ESL One Stockholm Major 2022. Коллектив завершил выступление на ESL One Stockholm Major 2022, заняв 7-8 место.
В августе Максим «Forcemajor» Мерецкий покинул команду, вместо него в BetBoom Team перешел Владимир «Rodjer» Никогосян.
В сентябре BetBoom Team стала победителем восточноевропейской квалификации на The International 2022, пройдя в групповой этап турнира. BetBoom Team заняла на турнире 19-20 место.
В ноябре BetBoom Team объявила о полном расформировании своего состава по Dota 2.
В декабре BetBoom Team объявила новый состав по Dota 2. К команде присоединились: Иван «Pure» Москаленко, Данил «gpk~» Скутин, Егор «Nightfall» Григоренко, Виталий «Save−» Мельник, Александр «TORONTOTOKYO» Хертек. Должность тренера коллектива занял Анатолий «boo1k» Иванов.
9 мая 2023 Pure~ и Nightfall поменялись позициями.
24 декабря 2023 Pure~ на неопределенное время покидает команду. По заявлению организации, Ивану нужно отдохнуть и восстановить свое здоровье.
11 января 2024 MieRo' присоединился к команде.
21 сентября 2024 Данил «gpk» Скутин и Александр «TORONTOTOKYO» Хертек берут паузу до конца года. Nightfall выставлен на трансфер.
27 сентября 2024 к команде присоединились «Kataomi`» и «kiyotaka», а «Pure~» вернулся из запаса.
1 октября 2024 года Егор «Nightfall» Григоренко присоединился к Tundra Esports.
6 января 2025 «gpk» вернулся в основной состав, «kiyotaka» переведен в запас.
28 февраля Aurora Gaming подписала Александра «TORONTOTOKYO» Хертека  и Глеба «kiyotaka» Зырянова.

### Текущий состав
| Флаг            | Ник             | Полное имя        | Позиция               | Присоединился         |
| Основной состав | Основной состав | Основной состав   | Основной состав       | Основной состав       |
| --------------- | --------------- | ----------------- | --------------------- | --------------------- |
| Флаг России     | Pure            | Иван Москаленко   | Керри                 | 27 сентября 2024      |
| Флаг России     | gpk~            | Данил Скутин      | Мидер                 | 6 января 2025         |
| Флаг России     | MieRo`          | Матвей Васюнин    | Офлейнер              | 11 января 2024        |
| Флаг Молдовы    | Save−           | Виталий Мельник   | Саппорт/Капитан       | 8 декабря 2022        |
| Флаг России     | Kataomi`        | Владислав Семёнов | Саппорт               | 27 сентября 2024      |
| Тренер          |                 |                   |                       |                       |
| Флаг России     | boolk           | Анатолий Иванов   | Анатолий Иванов       | 8 декабря 2022        |
| Персонал        |                 |                   |                       |                       |
| Грузия          | Lukawa          | Лука Насуашвили   | Менеджер              | Менеджер              |
| Флаг России     | cenra           | Глеб Антохин      | Операционный директор | Операционный директор |

### Игроки в запасе
| Флаг | Ник | Полное имя | Позиция | Дата ухода в запас | Причина |
| ---- | --- | ---------- | ------- | ------------------ | ------- |

### Бывший состав
| Флаг        | Ник          | Полное имя         | Позиция  |
| ----------- | ------------ | ------------------ | -------- |
| Флаг России | TORONTOTOKYO | Александр Хертек   | Саппорт  |
| Флаг России | kiyotaka     | Глеб Зырянов       | Мидер    |
| Флаг России | Nightfall    | Егор Григоренко    | Керри    |
| Флаг России | Daxak        | Никита Кузьмин     | Керри    |
| Флаг России | Larl         | Денис Сигитов      | Мидер    |
| Флаг России | Noticed      | Евгений Игнатенко  | Офлейнер |
| Флаг России | RodjER       | Владимир Никогосян | Саппорт  |
| Флаг России | SoNNeikO     | Акбар Бутаев       | Саппорт  |
| Флаг России | Forcemajor   | Максим Мерецкий    | Саппорт  |

### Достижения Dota 2
Полужирным шрифтом выделены турниры International.
| Место | Турнир                          | Место проведения | Дата проведения       | Призовые в долларах США |
| 2022  | 2022                            | 2022             | 2022                  | 2022                    |
| ----- | ------------------------------- | ---------------- | --------------------- | ----------------------- |
| 19—20 | The International 2022          | Сингапур         | 15—30 октября         | 47 228                  |
| 2023  |                                 |                  |                       |                         |
|       | DPC EEU 2023 Tour 1: Division I | Online           | 8—30 января           | 30 000                  |
| 3     | DPC EEU 2023 Tour 2: Division I | Online           | 12 марта — 2 апреля   | 27 000                  |
| 2     | DPC EEU 2023 Tour 3: Division I | Online           | 14 мая — 5 июня       | 28 000                  |
| 2     | DreamLeague Season 20           | Online           | 11—25 июня            | 175 000                 |
| 3     | DreamLeague Season 21           | Online           | 18—24 сентября        | 120 000                 |
| 5—6   | The International 2023          | Сиэтл            | 12—29 октября         | 109 925                 |
| 2024  |                                 |                  |                       |                         |
| 3     | BetBoom Dacha Dubai 2024        | Дубай            | 4—16 февраля          | 100 000                 |
| 2     | DreamLeague Season 22           | Online           | 25 февраля — 10 марта | 175 000                 |
| 2     | ESL One Birmingham 2024         | Бирмингем        | 22—28 апреля          | 175 000                 |
| 3     | DreamLeague Season 23           | Online           | 20—26 мая             | 120 000                 |
| 7—8   | The International 2024          | Копенгаген       | 4—15 сентября         | 65 024                  |

## Counter-Strike

### 2023 год
31 июля — BetBoom Team собирает свой первый состав Counter-Strike: Global Offensive, приобретая nafany, s1ren и zorte у Cloud9, Team Spirit и FORZE Esports соответственно, а также подписанием KaiR0N и danistzz.
5 октября — BetBoom Team подписывают контракт с innersh1ne в качестве тренера и приобретают Dart у 9Pandas в качестве менеджера команды.

### 2024 год
24 февраля — тренер команды innersh1ne покидает состав.
21 марта — danistzz покидает команду, вместо него подписывают Magnojez из Team Spirit Academy. Также в качестве главного тренера был назначен RAiLWAY.
26 ноября — после провала на RMR KaiR0N- и nafany были переведены в запас.

### 2025 год
10 января — к команде из Cloud9 присоединились Boombl4 и Ax1Le.

### Состав команды по CS2
| Флаг                      | Ник             | Полное имя            | Роль            | Присоединился       |
| Основной состав           | Основной состав | Основной состав       | Основной состав | Основной состав     |
| ------------------------- | --------------- | --------------------- | --------------- | ------------------- |
| Россия                    | Boombl4         | Кирилл Михайлов       | Капитан         | 10 января 2025      |
| Россия                    | zorte           | Александр Загодыренко | Снайпер         | 31 июля 2023 года   |
| Россия                    | s1ren           | Павел Оглоблин        | Стрелок         | 31 июля 2023 года   |
| Россия                    | Ax1Le           | Сергей Рыхторов       | Стрелок         | 10 января 2025      |
| Россия                    | Magnojez        | Кирилл Роднов         | Стрелок         | 21 марта 2024 года  |
| Тренер                    |                 |                       |                 |                     |
| Россия                    | RAiLWAY         | Артём Градович        | Артём Градович  | 21 марта 2024 года  |
| Руководство подразделения |                 |                       |                 |                     |
| Россия                    | Dart            | Павел Чувашев         | Менеджер        | 5 октября 2023 года |

### Бывший состав
| Флаг   | Ник        | Полное имя       | Роль    | Присоединился       |
| ------ | ---------- | ---------------- | ------- | ------------------- |
| Россия | innersh1ne | Вячеслав Бритвин | Тренер  | 5 октября 2023 года |
| Россия | danistzz   | Данил Росляков   | Снайпер | 31 июля 2023 года   |

### Достижения CS2
| Место | Турнир                    | Место проведения | Дата проведения | Призовые |
| 2023  | 2023                      | 2023             | 2023            | 2023     |
| ----- | ------------------------- | ---------------- | --------------- | -------- |
| 3     | BetBoom Dacha Dubai 2023  | Онлайн           | 5—10 декабря    | 30 000 $ |
| 2024  |                           |                  |                 |          |
| 3     | Skyesports Masters 2024   | Онлайн           | 8—14 апреля     | 52 500 $ |
| 2025  |                           |                  |                 |          |
| 3     | YaLLa Compass Spring 2025 | Онлайн           | 17—20 апреля    | 21 000 $ |
| 3     | CCT Global Finals 2025    | Онлайн           | 24—27 апреля    | 20 000 $ |

## PUBG
26 февраля 2024 года BetBoom Team объявила о подписании состава по PUBG: Battlegrounds. Участниками команды стали Роман «ADOUZ1E» Зиновьев, Мансур «f1lfirst» Цимпаев, Андрей «Bestoloch» Ионов, Ярослав «spyrro» Кувичко и Ермек «Ermaak» Торебеков в качестве тренера.

## Mobile Legends: Bang Bang
23 августа 2024 года BetBoom Team подписали состав команды MadBulls по мобильной игре MLBB жанра MOBA. В него вошли Степан «Maniak» Михайлов, Вадим «Dont» Долгушин, Амир «Reaper» Исмаилов, Матвей «Lovely» Розмовный, Александр «Yustinian» Марков. Первым турниром для команды станет MCC Season 4, регулярный сезон которого пройдет с 31 августа по 29 сентября 2024 года.

### Состав команды по Mobile Legends: Bang Bang
| Флаг            | Ник             | Полное имя                      | Роль            | Присоединился   |
| Основной состав | Основной состав | Основной состав                 | Основной состав | Основной состав |
| --------------- | --------------- | ------------------------------- | --------------- | --------------- |
| Россия          | Maniak          | Степан Михайлов                 | Линия опыта     | 23 августа 2024 |
| Россия          | Yustinian       | Марков Александр Анатольевич    | Лесник          | 23 августа 2024 |
| Кыргызстан      | Reaper          | Амир Исмаилов Тахирович         | Мидер           | 23 августа 2024 |
| Узбекистан      | Dont            | Долгушин Вадим Вадимович        | Линия золота    | 23 августа 2024 |
| Россия          | Lovely          | Розмовский Матвей Александрович | Роумер          | 23 августа 2024 |